# Anaea onophis
Anaea onophis är en fjärilsart som beskrevs av Felder 1861. Anaea onophis ingår i släktet Anaea och familjen praktfjärilar. Inga underarter finns listade i Catalogue of Life.